# دابهوی
دابهوی (به انگلیسی: Dabhoi) یک منطقهٔ مسکونی در هند است که در Dabhoi Taluka واقع شده‌است. دابهوی ۵۱٬۲۴۰ نفر جمعیت دارد و ۹۹ متر بالاتر از سطح دریا واقع شده‌است.